# Александар Иванович Чернишов
Александар Чернишов (10. јануар 1786 – 20. јун 1857) је био руски генерал.

## Биографија
Учествовао је у Наполеоновим ратовима 1805. и 1807. године. Период од 1809. до 1811. године провео је у војнодипломатској мисији у Француској. У Наполеоновој инвазији на Русију, Чернишов је водио успешне партизанске нападе на француску позадину. Као генерал-мајор, учествовао је у ратовима 1813. и 1814. године. На челу Минитарства војске, спровео је у периоду од 1828. до 1852. године низ реформи. И поред тога, руска војска је 1853. године неспремна дочекала Кримски рат. Био је присталица застареле линијске тактике.